# کیربند

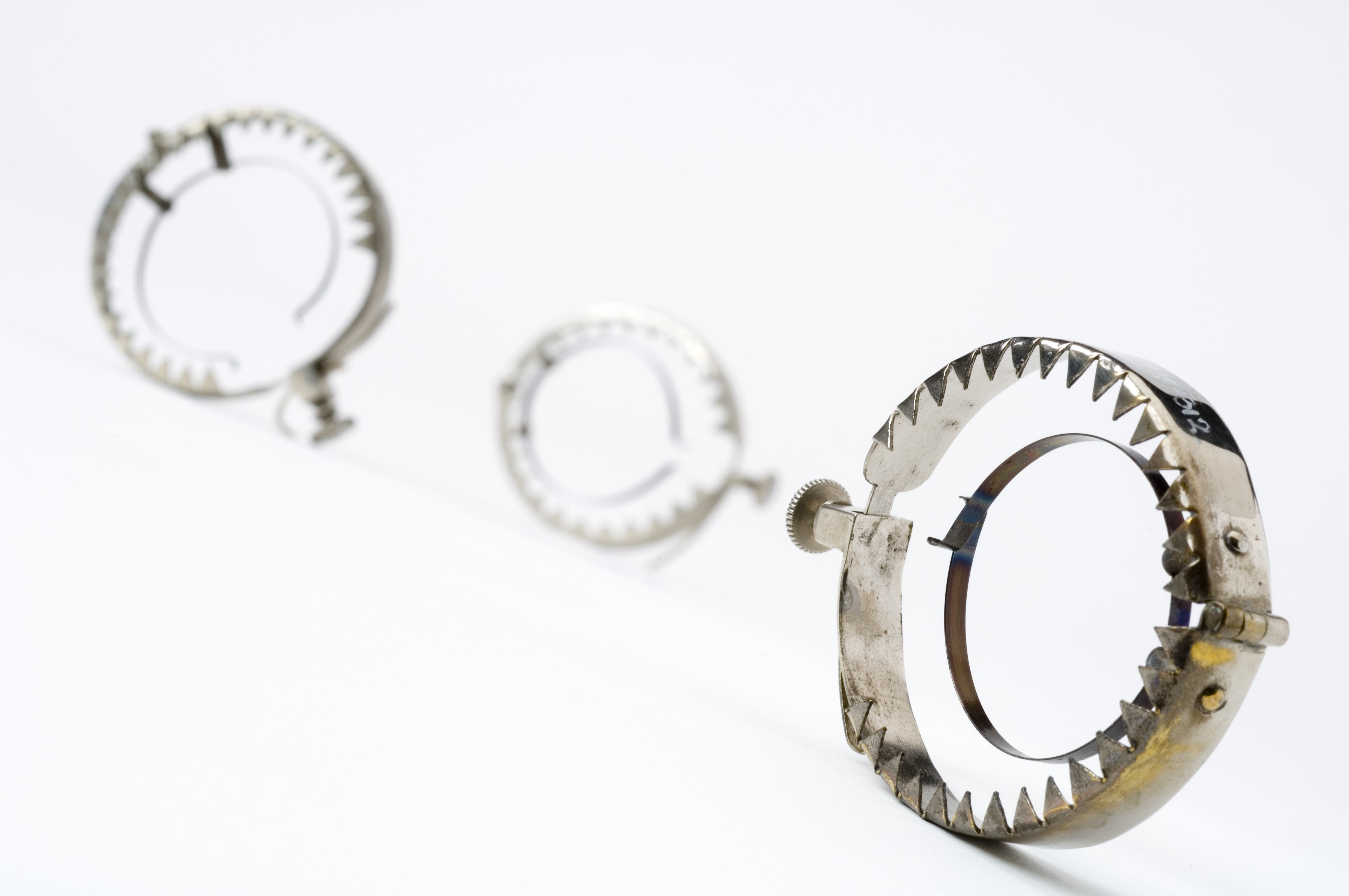
یک کیربند خاردار که مانع نعوظ در مرد و در نتیجه انجام خودارضایی توسط وی می‌شده‌است.

کیربَند یا حلقه ضد آلودگی یک ابزار ضد خودارضایی است که در قرن ۱۸ اختراع شد. این ابزار که حلقه ای است خاردار، مانع از آن می‌شود که آلت تناسلی به‌طور ناخواسته شق شود و در نتیجه فرد نمی‌تواند خودارضایی کند. این تنها یکی از ابزارهای به جا مانده از دوره ویکتوریا است که برای ممانعت از خودارضایی و احتلام، آنچه در آن دوران بیماری تلقی می‌شد، اختراع شده بود.